# Judith Kubitz
Judith Kubitz (obersorbisch Judit Kubicec; geboren am 12. August 1968 in Bautzen) ist eine sorbische Dirigentin. Ab der Spielzeit 2018/2019 bis Juli 2021 war sie Intendantin des Sorbischen National-Ensembles in Bautzen.

## Leben
Judith Kubitz studierte an der Hochschule für Musik Franz Liszt in Weimar von 1987 bis 1992 Chordirigieren und im Anschluss bis 1995 Orchesterdirigieren und beendete beide Studiengänge mit einem Diplom. Mit einem Stipendium der Französischen Regierung absolvierte sie von 1995 bis 1996 die École Normale de Musique de Paris. Ab 1996 bis 1999 absolvierte sie ein Aufbaustudium im Hauptfach Dirigieren an der Royal Academy of Music London.
Während ihrer verschiedenen Ausbildungen war sie bereits in der Praxis in verschiedenen Orchestern aktiv, u. a. zwischen 1992 und 1995 als Kapellmeisterin der Lausitzer Philharmonie und von 1999 bis 2001 als Chordirektorin, Kapellmeisterin und Assistentin des Generalmusikdirektors am Staatstheater Kassel. 2003 bis 2007 war sie 1. Kapellmeisterin am Staatstheater Cottbus, im Anschluss 1. Kapellmeisterin am Mecklenburgischen Staatstheater Schwerin bis 2011.
Unter ihrer Leitung fanden 2011 und 2012 die Berliner Seefestspiele mit der Regisseurin Katharina Thalbach und dem Regisseur Volker Schlöndorff statt.
2013 wurde sie als Dirigentin an die Philharmonie Baden-Baden berufen. Zudem gastierte sie an der Komischen Oper Berlin, am Concertgebouw-Orchester in Amsterdam, bei den Bochumer Symphonikern, am Staatstheater Stuttgart sowie an den Theatern Bern, Görlitz und Regensburg. Weitere Gastauftritte fanden in Tokio und Johannesburg statt.
Zur Spielzeit 2018/2019 wurde sie Intendantin des Sorbischen National-Ensembles Bautzen. 2021 verzichtete sie auf eine Verlängerung des Vertrags.
Judith Kubitz folgt internationalen Einladungen als Konzertdirigentin, u. a. nach Finnland, in Lateinamerika, Japan, Südafrika und China.
2022 dirigierte sie das Bundesamateurorchester, ein Zusammenschluss von Musikerinnen und Musikern, die einem normalen Beruf wie Goldschmied, Apothekerin, Informatiker oder Pflegekraft nachgehen und nur in ihrer Freizeit musizieren. Unter ihrer Leitung entstand im gleichen Jahr anlässlich des 200. Geburtstags von Korla Awgust Kocor ein Chorsinfonik-Mitschnitt von dessen sorbischem Oratorium „Israelowa zrudoba a tróšt“.

## Stipendien und Auszeichnungen
- 1993: 1. Preis der Internationalen Dirigentenwerkstatt Mürzzuschlag
- 1993–1995: Stipendium der Konrad-Adenauer-Stiftung
- 1995–1996: Stipendium der Französischen Regierung
- 1998–2003: Stipendiatin des Dirigentenforums des Deutschen Musikrates
- 1999 Ricordi Prize for conducting
- 2001–2003: Stipendiatin der Akademie Musiktheater, heute der Deutsche Bank Stiftung
- 2001: Förderung vom Deutschen Musikrat im Programm Maestros von morgen
- 2002: Finalistin beim internationalen Dirigierwettbewerb Donatella Flick, London
- 2016: Verleihung der Sächsischen Verfassungsmedaille
- 2016: Mitglied der Royal Academy of Music, London